# Баштино (Кировоградская область)
Ба́штино (укр. Баштине) — село в Петровской поселковой общине Александрийского района Кировоградской области Украины.
До 2020 года входило в Петровский район
Население по переписи 2001 года составляло 517 человек. Почтовый индекс — 28334. Телефонный код — 5237. Код КОАТУУ — 3524985902.

## Известные уроженцы
- Галуган, Алексей Иванович — Герой Советского Союза.